# أميل مردوخ
أميل مردوخ ومعناه رجل مردوخ (توفي سنة 560 ق م) هو الابن الأكبر للملك نبوخذ نصر وثالث ملوك سلالة نبوبولاسر الكلدانية.

## حياته
يقول المؤرخ الكلداني بيروسوس، ان اميل مردوخ قتل من قبل نيرغال شاريزر اخيه الأصغر، والذي طالب اميل مردوخ بالعرش.
اميل مردوخ حسب التناخ هو الملك الذي أطلق سراح ملك يهوذا (توضيح) يهويا كين بعد ان قضى 37 سنة في السجن.
وحسب المؤرخ اليهودي يوسيفوس فلافيوس الذي كتب بأن اميل مردوخ اعتبر يهويا كين كوالده، وهو نفس السبب الذي ادى إلى مقتله، حيث اعتبره بعض الكلدان ابنا غير شرعيا لنبوخذ نصر.